# Wang Ning
Wang Ning (Nanchino, agosto 1955) è un generale e politico cinese, ex comandante della Polizia armata del popolo. In precedenza è stato vice-capo dello stato maggiore congiunto della Commissione militare centrale. Wang è un membro alternato del 18° comitato centrale del Partito Comunista Cinese.

## Biografia
È nato con il nome di Wang Luning a Nanchino nell'agosto 1955. La sua casa ancestrale situata a Rongcheng, nello Shandong.
Wang si è arruolato nell'Esercito Popolare di Liberazione nel 1970 e ha servito nella regione militare di Nanchino. Tra il 1986 e il 1992, ha servito al comando di un reggimento di artiglieria del 12º gruppo d'armata. Durante il suo comando, il suo reggimento ha vinto diversi premi.
Nel 2003, è stato nominato capo dello staff della guarnigione di Shanghai. Nel 2006, è stato posto al comando del distretto provinciale militare dello Jiangxi, ed è rimasto in tale posizione fino al dicembre 2010 quando è stato trasferito a Pechino e posto al comando della locale regione militare. È stato promosso a Tenente generale nel novembre 2012.
Nel luglio 2013, è stato nominato vice-capo dello staff del dipartimento dello staff dell'Esercito Popolare di Liberazione. Nel dicembre 2014, Wang è diventato comandante della Polizia armata del popolo. Nonostante non abbia avuto alcuna esperienza all'interno della polizia armata, difatti la sua nomina è risultata come una sorpresa. Wang è stato delegato del 17º congresso nazionale del Partito Comunista Cinese e membro alternato del 18° comitato centrale del Partito Comunista Cinese. È membro pieno del 19° comitato centrale del Partito Comunista Cinese dal 2017.